# Wereldvoetballer van het jaar 2002

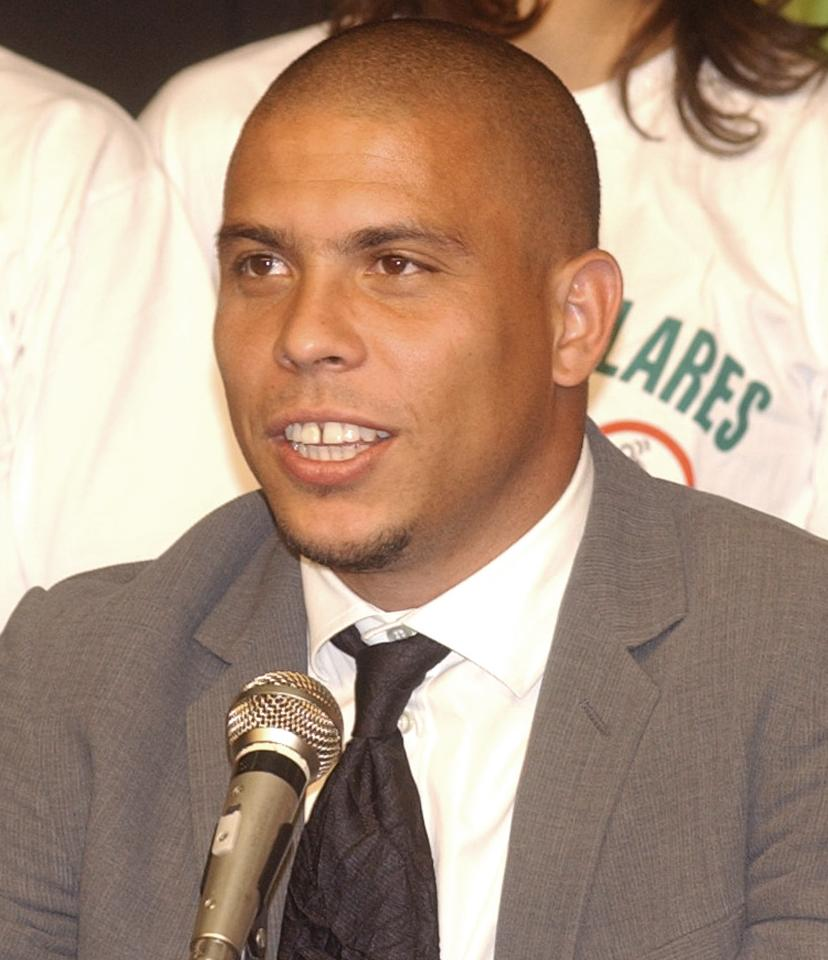
Ronaldo won in 2002 voor de derde maal de titel.

In 2002 werd Ronaldo door de FIFA verkozen tot Wereldvoetballer van het jaar. Hij werd hiermee de eerste speler die drie maal deze eretitel won. Mia Hamm prolongeerde haar titel bij de dames.

## Resultaten

### Mannen
| #  | Speler          | Club                         | Punten |
| -- | --------------- | ---------------------------- | ------ |
| 1  | Ronaldo         | Internazionale → Real Madrid | 387    |
| 2  | Oliver Kahn     | Bayern München               | 171    |
| 3  | Zinédine Zidane | Real Madrid                  | 148    |
| 4  | Roberto Carlos  | Real Madrid                  | 114    |
| 5  | Rivaldo         | FC Barcelona → AC Milan      | 92     |
| 6  | Raúl            | Real Madrid                  | 90     |
| 7  | Michael Ballack | Bayern München               | 82     |
| 8  | David Beckham   | Manchester United            | 51     |
| 9  | Thierry Henry   | Arsenal                      | 38     |
| 10 | Michael Owen    | Liverpool                    | 34     |

### Vrouwen

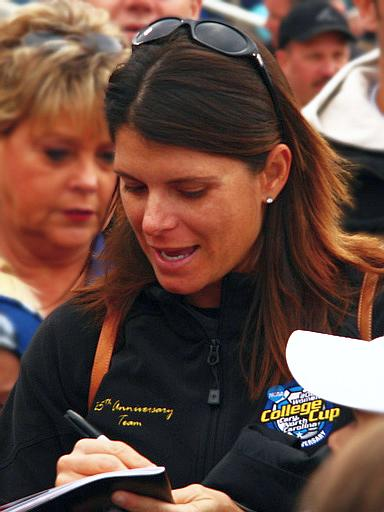
Mia Hamm werd in 2002 opnieuw Wereldvoetbalster van het jaar.

| #  | Speler             | Punten |
| -- | ------------------ | ------ |
| 1  | Mia Hamm           | 161    |
| 2  | Birgit Prinz       | 96     |
| 3  | Sun Wen            | 58     |
| 4  | Tiffeny Milbrett   | 45     |
| 5  | Marinette Pichon   | 42     |
| 6  | Christine Sinclair | 38     |
| 7  | Steffi Jones       | 19     |
| 8  | Hege Riise         | 17     |
| 9  | Sissi              | 14     |
| 10 | Bai Jie            | 13     |

## Referentie
- World Player of the Year - Top 10

1991 · 1992 · 1993 · 1994 · 1995 · 1996 · 1997 · 1998 · 1999 · 2000 · 2001 · 2002 · 2003 · 2004 · 2005 · 2006 · 2007 · 2008 · 2009